# Lamellomorpha strongylata
Lamellomorpha strongylata är en svampdjursart som beskrevs av Berquist 1968. Lamellomorpha strongylata ingår i släktet Lamellomorpha och familjen Pachastrellidae. Inga underarter finns listade i Catalogue of Life.